# Hosszútávúszás a 2009-es úszó-világbajnokságon
A hosszútávúszás versenyszámait a 2009-es úszó-világbajnokságon július 21-25. között rendezték meg. A helyszín a római Ostia városrész tengerpartja volt.

## Versenynaptár
| Dátum              | Versenyek              |
| ------------------ | ---------------------- |
| Július 21. Kedd    | Női 5 km, Férfi 5 km   |
| Július 22. Szerda  | Női 10 km, Férfi 10 km |
| Július 25. Szombat | Női 25 km, Férfi 25 km |

## Éremtáblázat
|          | Nemzet                    | Arany | Ezüst | Bronz | Összesen |
| 1        | Németország               | 3     | 0     | 0     | 3        |
| 2        | Ausztrália                | 1     | 1     | 0     | 2        |
| 3        | Olaszország               | 1     | 0     | 2     | 3        |
| 4        | Egyesült Királyság        | 1     | 0     | 0     | 1        |
| 5        | Oroszország               | 0     | 3     | 1     | 4        |
| 6        | Amerikai Egyesült Államok | 0     | 1     | 1     | 2        |
| 7        | Görögország               | 0     | 1     | 0     | 1        |
| 8        | Dél-afrikai Köztársaság   | 0     | 0     | 1     | 1        |
| 8        | Brazília                  | 0     | 0     | 1     | 1        |
| Összesen | Összesen                  | 6     | 6     | 6     | 18       |

## Érmesek

### Férfi
| Versenyszám | Arany               | Arany     | Ezüst                     | Ezüst     | Bronz                    | Bronz     |
| ----------- | ------------------- | --------- | ------------------------- | --------- | ------------------------ | --------- |
| Férfi 5 km  | Thomas Lurz (GER)   | 56:26.9   | Spyridon Gianniotis (GRE) | 56:27.2   | Chad Ho (RSA)            | 56:41.9   |
| Férfi 10 km | Thomas Lurz (GER)   | 1:52:06.9 | Andrew Gemmell (USA)      | 1:52:08.3 | Fran Crippen (USA)       | 1:52:10.7 |
| Férfi 25 km | Valerio Cleri (ITA) | 5:26:31.6 | Trent Grimsey (AUS)       | 5:26:50.7 | Vlagyimir Gyatcsin (RUS) | 5:29:29.3 |

### Női
| Versenyszám | Arany                 | Arany     | Ezüst                             | Ezüst     | Bronz                  | Bronz     |
| ----------- | --------------------- | --------- | --------------------------------- | --------- | ---------------------- | --------- |
| Női 5 km    | Melissa Gorman (AUS)  | 56:55.8   | Larisza Ilcsenko (RUS)            | 56:56.3   | Poliana Okimoto (BRA)  | 56:59.3   |
| Női 10 km   | Keri-Anne Payne (GBR) | 2:01:37.1 | Jekatyerina Szelivjorsztova (RUS) | 2:01:38.0 | Martina Grimaldi (ITA) | 2:01:38.6 |
| Női 25 km   | Angela Maurer (GER)   | 5:47:48.0 | Anna Uvarova (RUS)                | 5:47:51.9 | Federica Vitale (ITA)  | 5:47:52.7 |